# Oreostemma
Oreostemma là một chi thực vật có hoa trong họ Cúc (Asteraceae).

## Loài
Chi Oreostemma gồm các loài: